# Ironside (série télévisée, 2013)
Cet article concerne la série de 2013. Pour la série originale de 1967, voir L'Homme de fer (série télévisée).
Ironside est une série télévisée américaine en neuf épisodes de 42 minutes créée par Michael Caleo dont seulement quatre épisodes ont été diffusés entre le 2 et le 23 octobre 2013 sur le réseau NBC et en simultané au Canada sur le réseau Global puis sur iTunes le 8 avril 2014 pour les cinq épisodes restants. C'est un remake de la série L'Homme de fer (Ironside) créée par Collier Young et diffusée de 1967 à 1975.
En Belgique, la série a été diffusée du 14 novembre au 12 décembre 2014 sur RTL-TVI, et en France du 20 au 28 juin 2017 sur TF1. Elle reste inédite dans les autres pays francophones.

## Synopsis
Après avoir reçu une balle dans la colonne vertébrale, Robert Dacier (Robert Ironside en V.O.), un redoutable policier, se retrouve dans un fauteuil roulant, privé de l'usage de ses jambes. Il est cependant entouré d'une équipe efficace avec laquelle il continue à mener ses enquêtes policières.

## Distribution

### Acteurs principaux
- Blair Underwood (VF : Bruno Dubernat) : Robert Dacier (Robert Ironside en VO)
- Brent Sexton (VF : Jean-François Aupied) : Gary Stanton
- Pablo Schreiber (VF : Nessym Guetat) : Virgil
- Spencer Grammer (VF : Laëtitia Lefebvre) : Holly
- Neal Bledsoe (VF : Julien Allouf) : Teddy
- Kenneth Choi (VF : Marc Perez) : le capitaine Ed Rollins

### Invités
Épisode 1
- Carrie Coon (Rachel Ryan)
- Brian d'Arcy James (Bill Broughton)
- Jackie Stewart (Amanda)
- Holly Curran (Annie Ryan)
- Patrick Brana (Alek)
- Eddie R. Brown III (Tracey)
- Steven Randazzo (Le parrain Sammy Vitro)
- Jake Picking (en) (Nate)
- Wade Mylius (Lucas)
- Ricardo Muniz (Enrico Gonzalez)

Épisode 2
- Brad Beyer (Chris Ellis)
- Maury Sterling (Emerson)
- Skyler Day (en) (Nicole Holt)
- Catherine Dent (Rachel Watson)
- Devon Bagby (Ryan)
- Maureen Sebastian (Erin)
- Dwier Brown (en) (Carter Watson)
- Bryan Kasner (D.J.)
- Joel Rush (en) (Brian)
- Mark Schroeder (Steve Pennington)
- Erik Alexander Gavica (Jim Cooke)
- Johnny Giacalone (Agent Slotter)
- Matt Jones (Ritchie)
- Philip Ursino (Vinnie)

Épisode 3
- Seth Gabel (Buddy Rovner)
- Robert Burgos (Harold Karr)
- Thomas Lumberg Jr. (Orville Lambert)

Épisode 4
- Ernie Hudson (Bludso)
- Jamie McShane (Détective Callahan)
- Vernee Watson-Johnson (Lillian Wade)
- Jamil Walker Smith (Soriano)
- Rick Gonzalez (Platano)
- Dora Madison (Charlotte Bowman)
- Omar Elba (en) (Omar)
- Ajgie Kirkland (Fishbone)
- Grace Yee (Mei-Ling Shih)
- Phil Abrams (Korman)

Épisode 5
- Tom Billett (Le connecté)
- Brad Carr (Officier Groucho)
- Thomas Lumberg Jr. (Orville Lambert)
- Kristin Minter (Ivana)
- Emily Swallow (Tabitha Gates)

Épisode 6
- Jocelyn Ayanna (Madame Costello)
- Chasty Ballesteros (Sophie)
- Peter Gannon (Colin Sweeney)
- Jason Heymann (Brice Kalke)
- Michael Massee (Stan Nagy)
- Julie Mond (en) (Megan Ryder)
- Brit Morgan (Zoe)
- Jason Manuel Olazabal (Détective Wellman)
- Rodney To (Duvall Weber)

Épisode 7
- Sharon Battle (Mademoiselle Ferria)
- Noah Crawford (en) (Eric Campbell)
- Danny Glover (Frank Ironside)
- Nick Gracer (Sander Danko)
- Maria McCann (Mademoiselle Johnson)
- Javi Mulero (Daniel Perazzo)
- Jason Manuel Olazabal (Détective Wellman)

Épisode 8
- Amanda Bauer (Andrea Dole)
- Shaun Brady (Bowman)
- Rachel Marie Burgess (Officier Carlson)
- Cuyle Carvin (Caporal Hines)
- Thomas Dalby (Maître d'armes O'Brien)
- Colin Follenweider (Keean Ferrell)
- Anthony Jennings (Officier Hines)
- Jamie McShane (Détective Callahan)
- Tim Mikulecky (Jimmy Bell)
- Alano Miller (Sergent Jason Courier)
- Patrick Robert Smith (Sergent Mendez)
- Leonard Wu (en) (Jin Lei Wu)

Épisode 9
- Neal Bledsoe (Teddy)
- Jack Falahee (Scott Dolan)
- Robert Forster (Le père de Virgil)
- Marc Aden Gray (Agent Chuck George)
- Niko Guardado (Jimmy Jr.)
- Harrison Knight (Nick)
- Mallory Low (Brittany)
- Rick Marcus (Officier Zeb Jonas)
- Reiley McClendon (Jake Patterson)
- Matt Orduna (Capitaine Young)
- Lou Diamond Phillips (Stuart White)
- Katie Savoy (Romina)

- Version française
  - Société de doublage : Audi'Art[5],[6]
  - Direction artistique : Claire Guyot[5],[6]
  - Adaptation des dialogues : François Bercovici, Marianne Rabineau et Loïc Espinosa[6]

 Source et légende : version française (VF) sur RS Doublage et Doublage Séries Database

## Fiche technique
- Titre original et français : Ironside
- Création : Michael Caleo, d'après la série L'Homme de fer créée par Collier Young
- Producteurs : Jim Chory et Blair Underwood
- Coproductrice : Talicia Raggs
- Producteurs exécutifs : Ken Sanzel, Michael Caleo, David Semel, Teri Weinberg, John Davis, John Fox, Peter Horton et Ron West
- Coproducteur exécutif : Mick Betancourt
- Musique : Josh Klein et James S. Levine
- Photographie : Joel Ransom et Bing Sokolsky
- Montage : Josh Beal, Roy C. Poole, John Wesley Whitton et Dan Zimmerman
- Distribution : Mele Nagler et Bonnie Grisan
- Création des décors : Cece Destefano et Jane Musky
- Création des costumes : Ane Crabtree, Frank Helmer et Amy Roth
- Effets spéciaux de maquillage : Chris Bingham
- Effets spéciaux visuels : Jeremy Renteria, Mat Beck et Brian Ali Harding
- Sociétés de production : Davis Entertainment, Yellow Brick Road et Universal Television
- Société de distribution : NBC
- Genre : policier
- Pays d'origine :  États-Unis
- Langue : anglais Stéréo
- Image : Couleurs
- Ratio écran : 16:9 HD

## Développement

### Production
Le projet a débuté en décembre 2012. Le 4 février 2013, NBC a commandé le pilote, puis a commandé la série le 10 mai 2013 et lui a attribué deux jours plus tard la case horaire du mercredi à 22 h à l'automne.
Le 17 octobre 2013, NBC annule la série à cause des mauvaises audiences, mais laissant l'épisode suivant à l'horaire. Les épisodes produits mais non diffusés ont été mis en ligne sur iTunes américain le 8 avril 2014.

### Attribution des rôles
Les rôles ont été attribués dans cet ordre : Blair Underwood, Brent Sexton, Neal Bledsoe, Spencer Grammer et Kenneth Choi.
Parmi les invités : Danny Glover, Robert Forster et Lou Diamond Phillips.

## Épisodes
| № | Titre                                  | Réalisateur          | Scénariste           | Première diffusion |
| --- | -------------------------------------- | -------------------- | -------------------- | ------------------ |
| 1 | Culpabilités Ironside                  | Peter Horton         | Michael Caleo        | 2 octobre 2013     |
| Le policier Robert Dacier et son équipe enquêtent sur une mort qui ressemble apparemment à un suicide d'une jeune femme, Annie Ryan, cadre dans une compagnie de fonds d'investissements mais il semblerait que la société ait des liens avec la pègre albanaise et son réseau de prostitution.                             |                                        |                      |                      |                    |
| 2 | Sous protection Sleeping Dogs          | Rod Holcomb          | Robert David Port    | 9 octobre 2013     |
| Depuis plusieurs semaines un tueur en série sévit dans les rues de New York. Une fois de plus, il a fait une victime alors que Dacier et son équipe quadrillait le quartier où il a coutume de tuer. Après visionnage d'une vidéo de surveillance, Dacier a deux témoins de la scène de crime : Nicole Holt et Chris Ellis. |                                        |                      |                      |                    |
| 3 | Poker menteur Action                   | Stephen Gyllenhaal   | David Schulner       | 16 octobre 2013    |
| Dacier et son équipe enquêtent sur une partie de poker qui a mal tournée faisant des victimes. Les indices convergent vers un joueur professionnel qui a une addiction à la cocaïne. |                                        |                      |                      |                    |
| 4 | Un simple détail Uptown Murders        | Oz Scott             | Mark Rosner          | 23 octobre 2013    |
| L'équipe enquête sur l'assassinat d'un étudiant d'une université prestigieuse. Dacier fait appel à son ancien partenaire Gary pour les besoins de l'enquête. |                                        |                      |                      |                    |
| 5 | Anges et Démons Hell on Wheels         | Alex Zakrzewski (en) | Mick Betancourt (en) | 8 avril 2014       |
| Des morceaux de corps humain sont trouvés dans des sacs poubelles. L'équipe suit une piste menant à un groupe de bikers qui serait mêlée à ces meurtres atroces. |                                        |                      |                      |                    |
| 6 | Jouer sur les deux tableaux Pentimento | David Boyd           | Ken Sanzel           | 8 avril 2014       |
| Dacier est confronté à une ancienne affaire qu'il a menée et qui aujourd'hui a des répercussions sur la libération d'un dangereux criminel et voleur de tableaux. |                                        |                      |                      |                    |
| 7 | Délits mineurs Minor Infractions       | Martha Mitchell      | Judith McCreary (en) | 8 avril 2014       |
| Un bus scolaire est attaqué et un lycéen est enlevé. Il s'avère très vite que l'étudiant qui a été enlevé n'est pas le bon et que les ravisseurs se sont trompés. La demande de rançon est inhabituelle car elle provient de bandes dessinées.                                                                              |                                        |                      |                      |                    |
| 8 | Pour l'honneur Brothers in Arms        | Darnell Martin       | Brian Anthony        | 8 avril 2014       |
| Des soldats sont la cible d'un gang de rue à la suite de l'assassinat d'un souteneur et d'une prostituée. |                                        |                      |                      |                    |
| 9 | La Menace Hidden Agenda                | Alex Zakrzewski      | Niceole R. Levy      | 8 avril 2014       |
| La police est sur les dents à la suite de l'explosion d'une voiture ayant fait deux morts. Le FBI et la police de New York doivent enrayer une crise de terrorisme importante. Dacier et son équipe sont appelés pour enquêter sur le poseur de bombes qui n'a pas fini de tuer. Le jeu du chat et de la souris est lancé.  |                                        |                      |                      |                    |

## Accueil
Le pilote a attiré 6,81 millions de téléspectateurs aux États-Unis, finissant dernier parmi les 18 à 49 ans. Au Canada, le pilote a attiré 1,2 million de téléspectateurs.
Le deuxième épisode a attiré 5,18 millions de téléspectateurs et le troisième, 4,8 millions aux États-Unis.

## Différences entre la série originale et le remake
- La plus grande différence réside dans le changement de ville. Alors que San Francisco avait un rôle à part, voir le second rôle le plus important dans la série originale et qu'elle était en permanence mise en avant, le créateur de la nouvelle série a décidé de resituer l'action à New York.
- Dans la série originale, Dacier se déplaçait dans un camion blindé avec un équipement spécial, ce qui n'est pas le cas ici, il se rend sur les lieux de l'enquête dans un 4X4.
- Dans la série originale, Robert Dacier est le chef de la police, ici il n'est qu'un simple détective de la brigade criminelle qui devient chef de sa propre brigade.
- Dans la première série, la différence d'âge de Dacier et de ses adjoints est plus grande (plus de 28 ans), elle n'est pas aussi marquée ici quoique l'acteur principal soit plus âgé que Raymond Burr lorsque celui-ci obtint le rôle en 1967 dans la série originale.
- Dans la série originale, la chaise roulante de Dacier est conduite par son adjoint Mark, ici il se déplace en toute autonomie.
- Dans la série originale, Dacier et ses adjoints sont scrupuleux des protocoles policiers. Dans la nouvelle version, ils n'hésitent pas à transgresser la loi pour arrêter les criminels.
- La tenue vestimentaire est aussi totalement différente dans les deux séries : dans l'originale, Dacier et ses adjoints sont habillés en costumes cravate ou blouson pour Mark. Ici le confort est de mise en jeans et baskets car ils sont confrontés à des gangsters de rue. Les adjoints sont aussi souvent en missions d'infiltration.
- Dans la série originale, Robert Dacier est un célibataire endurci alors que dans la nouvelle version il a des conquêtes féminines et reste un séducteur.
- Dans la série originale, Dacier avait été rendu handicapé à la suite d'une vengeance alors que dans la nouvelle version, il a été atteint d'une balle par erreur provenant du révolver de son coéquipier.